# Carles Vallbona i Calbó
Carles Vallbona i Calbó (Granollers, 29 de juliol de 1927 - Houston, 5 d'agost de 2015) fou un metge català. Com a col·laborador de la NASA, destacà el seu treball pioner en informàtica mèdica i recerca sobre els efectes de la immobilització en els pacients. També va excel·lir en el control de la hipertensió arterial i la diabetis. A Catalunya, va presidir el Consell Assessor sobre l'Activitat Física i Promoció de la Salut i fou vocal del patronat de l'Hospital General de Granollers, on s'integra l'Observatori de la Salut Dr. Carles Vallbona.

## Biografia
El 1950 es llicencià en medicina i cirurgia a la Universitat de Barcelona, on el 1959 es doctorà. De jove fou destacat militant del Frente de Juventudes de la FET-JONS. Va fer estudis de postgrau a París i a Houston, on obtingué el diploma del American Board of Pediatrics.
Després treballà com a professor dels departaments de Medicina Familiar i Comunitària i de Medicina Física i Rehabilitació al Baylor College of Medicine de Houston, com a Director Mèdic del Programa de Salut Comunitària de l'Hospital de Districte del comtat de Harris, i com a Director de la clínica de poliomielitis de l'Institute For Rehabilitation and Research a la ciutat de Houston. Actualment és Director Medic de la xarxa de centres d'Atenció Primària de Houston, per a l'assistència sanitària pública de persones sense recursos econòmics.
Va destacar el seu treball pioner en informàtica mèdica i investigació sobre els efectes de la immobilització en persones discapacitades i en persones sanes com a col·laborador de la NASA. Des de 1980 ha estat consultor de la Conselleria de Sanitat de la Generalitat de Catalunya i és President del Consell Assessor sobre Activitat Física i Promoció de la Salut.
També formà part del Patronat de l'Hospital General de Granollers, on s'ha creat l'Observatori de Salut del Vallès Oriental Carles Vallbona en honor seu.
El 1991 va rebre la Medalla Narcís Monturiol al mèrit científic de la Generalitat de Catalunya per la seva tasca docent de recerca en el camp de la informàtica mèdica i en el control de la hipertensió arterial i de la diabetis a nivell comunitari. El 2010 va rebre la Medalla Josep Trueta al mèrit sanitari. El 2010 va rebre el Premi CSC ESADE en reconeixement de la innovació en gestió i al professionalisme i fou proclamat Vallesà de l'Any 2010.
El 2015 va rebre el Premi Creu de Sant Jordi "pel prestigi d'una trajectòria desenvolupada des de la ciutat nord-americana de Houston, tant a nivell assistencial com acadèmic."